# Vinyan
Vinyan è un film del 2008 scritto e diretto da Fabrice Du Welz, interpretato da Emmanuelle Béart e Rufus Sewell.

## Distribuzione
È stato presentato fuori concorso alla 65ª Mostra del cinema di Venezia.